# شویدر
شویدر (به آلمانی: Scheuder) یک منطقهٔ مسکونی در آلمان است که در زودلیشس آنهالت واقع شده‌است. شویدر ۳۴۷ نفر جمعیت دارد.